# Tenango (Morelos)
Tenango es una localidad del estado mexicano de Morelos. Es parte del municipio de Jantetelco.

## Toponimia
El nombre «Tenango» proviene de los términos en náhuatl: tenamitl, muralla; co, locativo. Su significado es «Lugar amurallado».

## Demografía
| Gráfica de evolución demográfica |
|                                  |

| Censo | Población |
| ----- | --------- |
| 1900  | 894       |
| 1910  | 666       |
| 1921  | 267       |
| 1930  | 316       |
| 1940  | 317       |
| 1950  | 516       |
| 1960  | 555       |
| 1970  | 1027      |
| 1980  | 1302      |
| 1990  | 1715      |
| 2000  | 1801      |
| 2010  | 1856      |
| 2020  | 1945      |